# 宋煬公
宋煬公（？—？），中國西周時期宋國君主。子姓，名熙。
宋前湣公共之弟，宋丁公申之子。前湣公未传子而传弟炀公熙。隨後，前湣公次子鮒祀殺煬公自立，是为宋厲公。